# Peritonite
Peritonite é a inflamação do peritónio, o revestimento da parede interior do abdómen e dos órgãos abdominais. Os sintomas mais comuns são dor intensa, inchaço do abdómen, febre e perda de peso. Parte ou a totalidade do abdómen pode estar sensível ao toque. Entre as possíveis complicações estão choque circulatório e síndrome do desconforto respiratório do adulto.
Entre as possíveis causas de peritonite estão uma perfuração gastrointestinal, pancreatite, doença inflamatória pélvica, cirrose, úlceras no estômago ou apendicite. Entre os fatores de risco estão a ascite e diálise peritoneal. O diagnóstico geralmente baseia-se num exame físico, análises ao sangue e exames imagiológicos.
O tratamento geralmente consiste na administração de antibióticos, terapia intravenosa, analgésicos ou cirurgia. Entre outras possíveis medidas estão a aplicação de uma sonda nasogástrica ou transfusões de sangue. Se não for tratada, a peritonite pode causar a morte no prazo de poucos dias. Cerca de 20% das pessoas hospitalizadas com cirrose têm peritonite.